# Arafuramiris
Arafuramiris is een geslacht van wantsen uit de familie van de Miridae (Blindwantsen). Het geslacht werd voor het eerst wetenschappelijk beschreven door Schuh in 1984.

## Soorten
Het genus bevat de volgende soorten:

- Arafuramiris biakanus (Schuh, 1984)
- Arafuramiris dreikikir (Schuh, 1984)
- Arafuramiris gressitti (Schuh, 1984)
- Arafuramiris heath (Menard & Schuh, 2011)
- Arafuramiris jimmi (Schuh, 1984)
- Arafuramiris oswaldi (Menard & Schuh, 2011)
- Arafuramiris queenslandensis (Menard & Schuh, 2011)